# Baia Odrin
La baia Odrin (in inglese Odrin Bay) è una baia lunga 7 km e larga 10, situata sulla costa di Nordenskjöld, nella parte orientale della Terra di Graham, in Antartide. La baia si trova in particolare tra punta Fothergill, a sud-ovest, e punta  Spoluka, a nord-est. 
All'interno della baia, o comunque delle cale situate lungo la sua costa, entrano diversi ghiacciai, tra cui l'Akaga, il Sinion e lo Zaychar.

## Storia
La baia Odrin è stata così battezzata dalla Commissione bulgara per i toponimi antartici in onore dei villaggi di Odrintsi, nella Bulgaria nord-orientale e meridionale.